# Santa Eulàlia de Llavorsí
Santa Eulàlia de Llavorsí és una capella romànica del poble de Llavorsí, en el terme municipal del mateix nom, a la comarca del Pallars Sobirà. És al nord del poble, al carrer del Nord, prop i al sud de la Casa de la Vila.

## Descripció
Per les restes conservades podem veure que es tracta d'un edifici d'una sola nau, amb absis semicircular a llevant. Entre aquest i la nau hi ha una capella rectangular poc profunda, com si fos un braç del transsepte, que devia tenir una rèplica simètrica enfront. La porta devia estar situada al mur sud i només es conserva una finestra d'esqueixada simple. L'aparell és de reble de pedra llosenca lligada amb fang. Per les seves característiques poden incloure-la dins la tipologia de les formes rurals pròpia del segle xii.
Les ruïnes de Santa Eulàlia es troben al caire d'un serrat que domina el poble de Llavorsí. Per anar-hi cal prendre un corriol que surt del darrere de la torre de telecomunicacions de Llavorsí, que porta a uns camps al costat dels quals hi ha les restes de l'església.

## Història
No s'han trobat referències documentals directes d'aquesta església, que potser es podria identificar amb una capella de la Mare de Déu del Comú, de la parròquia de Llavorsí, on no es diu missa, tal com s'esmenta a la visita pastoral del 1758.